# A Hard Day's Night (cançó)
"A Hard Day's Night" és una cançó de la banda de rock anglesa The Beatles. Acreditada a Lennon–McCartney, va ser escrita principalment per John Lennon, amb una col·laboració menor de Paul McCartney. Es va estrenar a la banda sonora de la pel·lícula del mateix nom el 1964. També es va llançar com a senzill al Regne Unit (amb "Things We Said Today" com a cara B) i als Estats Units (amb "I Should Have Known Better" com a cara B).
La cançó va ocupar un lloc destacat a la banda sonora del primer llargmetratge dels Beatles, A Hard Day's Night, i estava al seu àlbum homònim. La cançó va encapçalar les llistes tant al Regne Unit com als Estats Units quan va ser llançada com a senzill. Els senzills nord-americans i britànics d'"A Hard Day's Night", així com els àlbums americans i britànics del mateix títol, van ocupar la primera posició de les seves respectives llistes simultàniament durant un parell de setmanes l'agost de 1964, la primera vegada que un artista va aconseguir aquesta gesta.

## Títol
El títol de la cançó es va originar a partir d'alguna cosa que va dir Ringo Starr, el bateria dels Beatles. Starr ho va descriure d'aquesta manera en una entrevista amb el discjòquei Dave Hull el 1964: "Vam anar a fer una feina, i havíem treballat tot el dia i vam passar tota la nit treballant. Em vaig aixecar encara pensant que era de dia suposo, i vaig dir: 'Ha estat un dia dur...' (It's been a hard day... a l'original) i vaig mirar al meu voltant i vaig veure que era fosc, així que vaig dir: '... nit!' (night). Així que vam arribar a 'A Hard Day's Night.'"
La declaració de Starr va ser la inspiració per al títol de la pel·lícula, que al seu torn va inspirar la composició de la cançó. Segons Lennon en una entrevista de 1980 a la revista Playboy: "Anava a casa amb el cotxe i Dick Lester [director de la pel·lícula] va suggerir el títol, 'Hard Day's Night' a partir d'alguna cosa que Ringo havia dit. L'havia utilitzat a In His Own Write [un llibre que Lennon estava escrivint aleshores], però va ser un comentari de Ringo, ja saps, un d'aquells malapropismes. Un "Ringo-isme", on va dir que no era divertit... només ho va dir. Així que Dick Lester va dir: "Utilitzarem aquest títol."
En una entrevista de 1994 per a The Beatles Anthology, però, McCartney no estava d'acord amb els records de Lennon, afirmant bàsicament que eren els Beatles, i no Lester, els que havien tingut la idea d'utilitzar el pas en error verbal de Starr: "El títol era de Ringo. Nosaltres gairebé havíem acabat de fer la pel·lícula, i va arribar aquesta part divertida que abans no sabíem, que era el nom de la pel·lícula. Així que estàvem asseguts als estudis de Twickenham fent una petita sessió de brain-storming... i vam dir: "Bé, hi va haver alguna cosa que va dir Ringo l'altre dia. Ringo feia aquests petits malapropismes, deia les coses una mica malament, com ho fa la gent, però les seves sempre eren meravelloses, molt líriques... eren una mica de màgia tot i que s'havia equivocat. I després d'un concert va dir: "Phew, it's been a hard day's night." (Uf, ha estat un dia dur a la nit)
El 1996, va sorgir una altra versió dels esdeveniments. En un informe d'Associated Press, el productor de la pel·lícula A Hard Day's Night, Walter Shenson, va declarar que Lennon va descriure a Shenson alguns de les errades més divertides de Starr, incloent "a hard day's night", després de la qual Shenson va decidir immediatament que aquella seria la títol de la pel·lícula (substituint altres alternatives, inclosa Beatlemania). Shenson llavors li va dir a Lennon que necessitava un tema per a la pel·lícula.

## Composició
Lennon va llançar la cançó en una nit i la va portar per fer comentaris l'endemà al matí. Tal com va descriure a la seva entrevista de Playboy de 1980, "l'endemà al matí vaig portar la cançó... perquè hi havia una petita competència entre Paul i jo quant a qui aconseguia la cara A, qui tenia els èxits. Si ho observeu, en els primers dies, la majoria dels singles, a les pel·lícules i tot, eren meus... en el primer període estic dominant el grup... La raó per la qual Paul va cantar a 'A Hard Day's Night' (al pont) és perquè no podia arribar a les notes".
El 16 d'abril de 1964, els Beatles es van reunir a l'estudi 2 dels EMI Studios i van gravar "A Hard Day's Night". Van trigar menys de tres hores a polir la cançó per al seu llançament final, i finalment van seleccionar la novena presa com la que es publicaria. La periodista d'Evening Standard Maureen Cleave va descriure un viatge memorable en taxi el matí que es va gravar la cançó:
| « | (anglès) One day I picked John up in a taxi and took him to Abbey Road for a recording session. The tune to the song 'A Hard Day's Night' was in his head, the words scrawled on a birthday card from a fan to his little son Julian: 'When I get home to you,' it said, 'I find my tiredness is through …' Rather a feeble line about tiredness, I said. 'OK,' he said cheerfully and, borrowing my pen, instantly changed it to the slightly suggestive: 'When I get home to you/I find the things that you do/Will make me feel all right.' The other Beatles were there in the studio and, of course, the wonderful George Martin. John sort of hummed the tune to the others – they had no copies of the words or anything else. Three hours later I was none the wiser about how they’d done it but the record was made – and you can see the birthday card in the British Library. | (català) Un dia vaig recollir en John en un taxi i el vaig portar a Abbey Road per a una sessió de gravació. La melodia de la cançó "A Hard Day's Night" la tenia al cap, les paraules gargotejades en una targeta d'aniversari d'un fan al seu fill petit Julian: "Quan torni a casa amb tu", deia: "Jo Trobo que el meu cansament ha acabat... —Una línia més aviat feble sobre el cansament —vaig dir. "D'acord", va dir alegrement i, agafant-me en préstec el meu bolígraf, la va canviar a l'instant per una mica suggerent: "Quan arribi a casa a tu/ trobo les coses que fas/ em faran sentir bé". Els altres Beatles estaven allà a l'estudi i, per descomptat, el meravellós George Martin. En John va tararear la melodia als altres: no tenien còpies de les paraules ni cap altra cosa. Tres hores més tard, no vaig saber com ho havien fet, però es va enregistrar, i podeu veure la targeta d'aniversari a la British Library. | » |

A l'informe d'Associated Press, Shenson va descriure el seu record del que va passar. A les 8:30 del matí, "Hi havia en John i en Paul amb les guitarres a punt i tota la lletra gargotejada a les portades de la llibreta de llumins. La van tocar i la nit següent la van gravar". Shenson va declarar: "Tenia el ritme adequat i l'arranjament va ser brillant. Aquests nois eren genis".

## Acord d'obertura
"A Hard Day's Night" és àmpliament coneguda per la seva emblemàtica guitarra Rickenbacker 360/12 de 12 cordes, "poderós acord inicial" interpretat per George Harrison. Segons George Martin, "Sabíem que obriria tant la pel·lícula com l'LP de la banda sonora, així que volíem un començament especialment fort i eficaç. L'estrident acord de guitarra va ser el llançament perfecte", tenint el que el crític musical Ian MacDonald va anomenar "una importància en la història dels Beatles, igualada només amb el mi major final de 'A Day in the Life', els dos obren i tanquen el període mitjà de màxima creativitat del grup".
Segons el musicòleg Jeremy Summerly, "el so d'aquest acord és l'obertura pop més comentada de tots els temps". L'anàlisi de l'acord ha estat molt debatut, s'ha descrit com a Sol7 en suspensió 4 de l'onzena corda, Sol7 de l'onzena corda, o Sol11 de l'onzena corda i altres a continuació.
Part de l'acord és un fa de la novena corda tal com va confirmar Harrison durant un xat en línia el 15 de febrer de 2001:
| « | Q: Mr Harrison, what is the opening chord you used for "A Hard Day's Night"? A: It is F with a G on top, but you'll have to ask Paul about the bass note to get the proper story. | (català) P: Senyor Harrison, quin és l'acord inicial que vau utilitzar per a "A Hard Day's Night"? R: És Fa amb un sol a la part superior, però haureu de preguntar a Paul sobre la nota de baix per obtenir la història adequada. | » |

Segons Walter Everett, l'acord d'obertura té una funció dominant introductòria perquè McCartney toca Re al baix: Harrison i Martin toquen Fa-La-Si-Sol, sobre el Re baix, amb una guitarra de dotze cordes i un piano respectivament, donant a l'acord un veí de colors barrejats, Fa; dos veïns diatònics, La i Do; a més d'una anticipació de la tònica, G - la subtònica principal tal com es toca a la guitarra és un acord prestat utilitzat habitualment pels Beatles, primer a "P.S. I Love You", i més tard a "Every Little Thing", "Tomorrow Never Knows" i "Got to Get You into My Life" (en aquests dos últims contra un pedal de tònica).
Everett assenyala que l'acord es relaciona amb l'interès dels Beatles per l'harmonia pandiatònica.
El 2004, Jason Brown, professor de matemàtiques a la Universitat de Dalhousie, va publicar un informe titulat "Matemàtiques, física i 'A Hard Day's Night'", en el qual analitzava les propietats de l'acord inicial de la cançó utilitzant transformades de Fourier. Va concloure que la contribució al piano de Martin va proporcionar l'element important en l'acord al costat de la interpretació de Harrison. El novembre de l'any següent, Wired va publicar un article sobre l'ús que Brown feia del Melodyne Editor de Celemony amb la tecnologia Direct Note Access per analitzar més l'acord. Les troballes de Brown van ser parcialment desafiades el 2012 per un altre matemàtic, Kevin Houston de la Universitat de Leeds. Houston, que també va utilitzar una transformada de Fourier, va atribuir una major importància a la contribució de Lennon a la guitarra acústica, en lloc de les notes de piano interpretades per Martin.
Harrison va tocar un arpegi de guitarra repetit, perfilant les notes de l'acord inicial, acabant així la cançó de manera circular. Martin va dir que el final va ser la seva idea: "Un cop més, això és l'escriptura de pel·lícules. Els estava subratllant la importància d'ajustar la cançó, no acabar-la, sinó penjar-la perquè estigueu en el següent estat d'ànim". La cançó conté 12 acords més.

## Música
La cançó està composta en la tonalitat de sol major i en un compàs 4/4. El vers presenta l'acord subtònic ♭ VII o major que formava part de l'acord inicial com a ornament o embelliment per sota de la tònica. Transposat per una quinta perfecta, el marc modal de la cançó encara que pentatònic presenta una escala de terços centrada axialment en Sol amb una nota de sostre de Si ♭ i una nota de terra de Mi ♭ (el Do baix és un to de pas).
Segons Middleton, la cançó, "a primera vista, clau major amb tocs modals", revela a través de la seva "línia de mode latent" "un profund parentiu amb estructures melòdiques típiques del blues: es centra en tres de les notes de el mode pentatònic menor (Mi♭ -Sol-Si♭), amb la setena major contradictòria (Si♮) enfront d'això. A més, es revela la forma que assumeixen aquestes notes –el marc modal– així com l'escala abstracta que representen, també i això: un cercle inicial repetit al voltant de la dominant (Sol), amb una excursió al seu terç menor (Si♭), 'resposta' per una caiguda al terç menor 'simètric' de la tònica (Mi ♭) - és un patró comú en el blues".
Lennon obre el vers de dotze compassos i el continua, de sobte s'uneix al final per McCartney, que després canta el pont.

### Gravació
Durant l'enregistrament d'"A Hard Day's Night", Lennon i McCartney van fer doble pista de les seves veus, incloent el cor. Lennon canta la veu principal als versos i Paul canta la veu principal al vuitè central. Durant el cor, McCartney toca l'harmonia alta i Lennon l'harmonia baixa. La presa 7 revela que les lletres encara no estaven configurades amb Lennon cantant "you make me feel all right" i McCartney i Harrison encara inestables amb les seves respectives línies, acabant amb Lennon recriminant-los amb la frase "He heard a funny chord".
El break instrumental el toca Harrison amb una guitarra Rickenbacker de 12 cordes, amb Martin doblant amb un piano, gravat en cinta a mitja velocitat i després accelerada a la normalitat. La gravació d'aquest solo va ser l'aspecte que més temps va consumir de la sessió. Una presa que va aparèixer en un bootleg a la dècada de 1980 revela que Harrison va cometre diversos errors tocant. En la descripció dels editors de Rolling Stone: "Però quan la sessió va acabar a les 10 d'aquella nit, havia esculpit un dels seus solos més memorables: una carrera ascendent interpretada dues vegades i rematada amb una floritura circular, amb el toc de campanes d'església de la seva guitarra fet ressò al piano per Martin".
La cançó es tanca amb Harrison tocant un arpegi de l'acord inicial (Fa add9) durant l'apagat de sortida.

### Lletra
La lletra parla de la devoció del cantant per la seva estimada i de com treballa perquè ella pugui comprar les coses que vol. El cantant canta sobre el seu cansament quan torna a casa de la feina, però com les coses que fa la seva estimada l'animen.

## Alliberament i recepció
"A Hard Day's Night" es va estrenar per primera vegada als Estats Units, sortint el 26 de juny de 1964 a l'àlbum A Hard Day's Night, la banda sonora de la pel·lícula, i publicat per United Artists. Va ser la primera cançó que es va publicar abans del llançament del senzill (vegeu més avall).
El Regne Unit va escoltar per primera vegada "A Hard Day's Night" quan es va estrenar allà el 10 de juliol de 1964, tant a l'àlbum A Hard Day's Night, com com a senzill, amb "Things We Said Today" a la cara B. Tant l'àlbum com el senzill van ser publicats per Parlophone Records. El senzill va començar a sortir a les llistes el 18 de juliol de 1964, una setmana més tard, va substituir "It's All Over Now" dels Rolling Stones al primer lloc de les llistes britàniques el 25 de juliol de 1964, casualment el dia en què tant els àlbums nord-americans com els britànics van arribar al màxim dels seus respectius gràfics. El senzill es va mantenir al capdavant durant tres setmanes, i després va estar nou setmanes més a les llistes.
El senzill estatunidenc de l'1 d'agost va començar una carrera de dues setmanes al capdamunt, establint un nou rècord: ningú abans havia ocupat mai la posició número u tant a les llistes d'àlbums com de senzills al Regne Unit i als Estats Units alhora. Els Beatles van ser els únics que ho havien fet fins al 1970 quan Simon i Garfunkel van aconseguir la mateixa gesta amb el seu àlbum Bridge over Troubled Water i la seva cançó principal.
La cançó va ser la cinquena de les set cançons dels Beatles a aconseguir el número 1 en un període d'un any, un rècord de tots els temps a les llistes dels Estats Units. Per ordre, aquests eren "I Want to Hold Your Hand", "She Loves You", "Can't Buy Me Love", "Love Me Do", "A Hard Day's Night", "I Feel Fine" i "Eight Days a Week". També va ser la sisena de les set cançons escrites per Lennon-McCartney que va arribar al número 1 el 1964, un rècord de tots els temps a les llistes dels Estats Units per haver escrit la majoria de cançons que van arribar al número 1 el mateix any natural.
L'acord inicial de la cançó i els arpegis de tancament van tenir una gran influència en The Byrds. Després de veure la pel·lícula A Hard Day's Night i veure l'elecció de la guitarra de Harrison, Roger McGuinn va adoptar el Rickenbacker com a instrument de la seva signatura i dels Byrd. D'aquesta manera, segons l'autor Andrew Grant Jackson, "A Hard Day's Night" "va donar a llum" el so folk-rock que els Byrd van popularitzar el 1965. Aquell mateix any, "A Hard Day's Night" va guanyar el premi Grammy a la millor interpretació d'un grup vocal. L'any 2004, la revista Rolling Stone va classificar la cançó al número 153 de la seva llista de les 500 millors cançons de tots els temps. L'any 2000, l'enregistrament de 1964 d'"A Hard Day's Night" al segell United Artists va ser inclòs al Saló de la Fama dels Grammy.

## Personal
Segons Ian MacDonald:
- John Lennon: veu de doble pista (versos), guitarres rítmiques elèctriques i acústiques
- Paul McCartney: veu de doble pista (vuit mig), harmonia vocal, baix
- George Harrison: guitarra elèctrica principal de dotze cordes
- Ringo Starr – bateria, bongos, esquellot
- George Martin - piano, productor

## En la cultura popular
- "A Hard Day's Night" es va utilitzar com a música de despertador a les missions dels transbordadors espacials STS-30, STS-61 i STS-69.[36]
- La cançó es reproduïa per concloure el programa d'esmorzars de Channel Four The Channel Four Daily el 1992.[37]

## Interpretacions en directe
Els Beatles van tocar regularment la cançó en directe durant els anys 1964 i 1965. La van tocar per última vegada el 31 d'agost de 1965 al Cow Palace de Daly City, Califòrnia.
Durant la seva gira One on One del 2016, Paul McCartney va tocar la cançó per primera vegada com a artista en solitari i per primera vegada per un Beatle en mig segle.

## Versions notables
Molts artistes han versionat la cançó. Entre els més destacats hi ha el senzill de Peter Sellers, una versió comèdia en què recitava la lletra a l'estil de Laurence Olivier a la pel·lícula Richard III. La versió de Sellers va ser un èxit del Top 20 del Regne Unit el 1965. Una versió de Ramsey Lewis va arribar al número 11 al Canadà el febrer de 1966.

## Llistes

### Llistes setmanals
| Llista (1964)                        | Millor posició |
| ------------------------------------ | -------------- |
| Alemanya Media Control Singles Chart | 2              |
| Austràlia Kent Music Report          | 1              |
| Bèlgica (Ultratop 50 Flandes)        | 4              |
| Canadà Top Singles (RPM)             | 1              |
| Finlàndia (Suomen virallinen lista)  | 1              |
| Irlanda (IRMA)                       | 1              |
| Nova Zelanda (Lever Hit Parade)      | 1              |
| Noruega (VG-lista)                   | 1              |
| Païssos Baixos (Single Top 100)      | 1              |
| Sud-àfrica (Springbok)               | 1              |
| Suècia (Kvällstoppen)                | 1              |
| Suècia (Tio i Topp)                  | 1              |
| UK Singles (OCC)                     | 1              |
| US Billboard Hot 100                 | 1              |
| US Cash Box Top 100                  | 1              |

| Llista (1986-1987)       | Millor posició |
| ------------------------ | -------------- |
| Canadà (RPM) Top Singles | 87             |

| Llista (2015)                         | Millor posició |
| ------------------------------------- | -------------- |
| Sweden Heatseeker (Sverigetopplistan) | 20             |

### Llistes de final d'any
| Llista (1964)        | Posició |
| -------------------- | ------- |
| South Africa         | 14      |
| UK                   | 5       |
| US Billboard Hot 100 | 13      |
| US Cash Box          | 18      |

## Certificacions
| País                | Certificació | Vendes    |
| ------------------- | ------------ | --------- |
| Estats Units (RIAA) | Or           | 500.000 + |
| Regne Unit (BPI)    | Argent       | 200.000 + |